# Епархия Канди
 Епархия Канди (лат. Dioecesis Kandiensis) — епархия Римско-Католической Церкви с центром в городе Канди в Шри-Ланке. Епархия Канди входит в архиепархию Коломбо.

## История
20 апреля 1883 года Святым Престолом был учрежден апостольский викариат Канди, который был выделен из апостольского викариата Цейлона (сегодня — архиепархия Коломбо). 
1 сентября 1886 года Римский папа Лев XIII буллой Humanae salutis преобразовал апостольский викариат Канди в епархию Канди. 
18 декабря 1972 года часть территории епархии Канди была переведена во вновь образовавшуюся епархию Бадуллы.

## Ординарии епархии
- епископ Clemente Pagnani (20.04.1883 — июнь 1911);
- епископ Bede Beekmeyer (19.04.1912 — 22.05.1935);
- епископ Bernardo Regno (27.01.1936 — 24.09.1958);
- епископ Leo Nanayakkara (2.07.1959 — 18.12.1972);
- епископ Appasinghe Paul Perera (17.01.1973 — 16.05.1989);
- епископ Joseph Vianney Fernando (с 17.03.1983 — по настоящее время).

## Источник
- Annuario Pontificio,  Libreria Editrice Vaticana, Città del Vaticano, 2003, ISBN 88-209-7422-3
- Булла Римского папы Льва XIII «Humanae salutis»  (итал.)